# Hexatoma (Eriocera) semilimpida
Hexatoma (Eriocera) semilimpida is een tweevleugelige uit de familie steltmuggen (Limoniidae). De soort komt voor in het Oriëntaals gebied.